# Saint Kilda
Saint Kilda (gaelico: Hiort ) è un arcipelago isolato situato 64 chilometri a ovest-nord-ovest di North Uist nell'Oceano Atlantico settentrionale. È composto dalle isole più occidentali delle Ebridi Esterne, della Scozia e dell'intero Regno Unito, a parte Rockall. L'isola più grande è Hirta le cui scogliere sono le più alte del Regno Unito. La popolazione di lingua gaelica scozzese probabilmente non ha mai superato le 180 unità, e dopo il 1851 è sempre stata al di sotto delle 100. Questo arcipelago è stato ininterrottamente abitato lungo l'arco di almeno due millenni, finché la popolazione locale non lo abbandonò nel 1930. Le isole continuano a essere amministrativamente dipendenti dalle isole occidentali scozzesi, e sono considerate parte del comune di Harris.
Sono terreno fertile per molte specie di uccelli marini tra cui la sula bassana, l'uccello delle tempeste codaforcuta, il pulcinella di mare e il fulmaro. Lo scricciolo di St Kilda e il topo selvatico di St Kilda sono sottospecie endemiche.
L'intero arcipelago è di proprietà del National Trust for Scotland, e, nel 1986, è diventato uno dei quattro Patrimoni dell'umanità scozzesi. Si tratta uno dei pochi patrimoni al mondo a essere considerati contemporaneamente 'naturale', 'marino' e 'culturale'.
Gruppi di volontari lavorano sull'isola nei mesi estivi per recuperare gli edifici originari che gli antichi Kildani hanno lasciato. Condividono l'isola con una piccola base militare creata nel 1957.

## Origine dei nomi

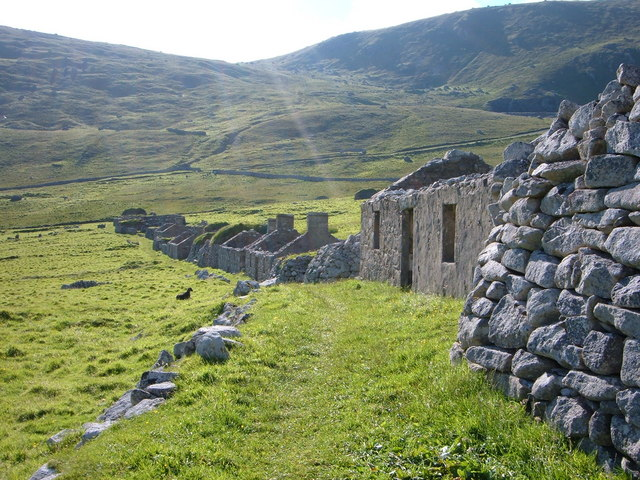
Altra vista delle strade

Non si conoscono santi di nome Kilda, e sono state proposte varie teorie per spiegare il nome dell'arcipelago. Martin Martin, che lo visitò nel 1697, sosteneva che il nome «è preso da Kilder, che visse qui; egli diede anche il nome al noto Toubir-Kilda». Maclean (1972) sosteneva che potesse essere una deformazione del nome di Hirta, Childa, che gli antichi norreni davano alla primavera e diceva che una mappa del 1588 chiamava già l'arcipelago Kilda. Secondo lui avrebbe anche potuto essere una derivazione del termine Culdee usato per indicare gli anacoreti che portarono la cristianità sulle isole, o del relativo termine gaelico, visto che gli islandesi tendono a pronunciare la ‘r’ come ‘l’ trasformandone il nome in Hilta. La teoria di Steel (1988) si basava sul fatto che gli islandesi pronunciavano la 'H' in modo gutturale trasformando quindi Hirta in qualcosa di simile a Kilta.
Haswell-Smith (2004) fece notare che il nome completo St Kilda apparve la prima volta su una mappa olandese del 1666 e che potrebbe quindi derivare dal termine norreno sunt kelda che significa 'dolce acqua', o da un'incomprensione degli olandesi che avrebbero creduto che la sorgente Tobar Childa fosse dedicata a un santo. Maclean suggerì anche che gli olandesi potrebbero aver semplicemente fatto un errore cartografico confondendo Hirta con Skildar, vecchio nome dell'isola di Haskeir più vicina alle Ebridi Esterne.
Quine (2000) ipotizzò che derivasse da una serie di errori cartografici iniziati con l'uso del vecchio termine islandese Skildir che significa 'scudi' (shields) e appare come Skildar su una mappa di Nicholas de Nicolay pubblicata nel 1583. Questo, secondo la teoria, venne quindi trascritto da Lucas J. Waghenear nelle sue carte del 1592 senza l'ultima 'r', e con un punto dopo la 'S', creando quindi 'S.Kilda'. In seguito questa dicitura venne creduto il nome di un santo dagli altri, creando quindi il nome di 'St Kilda' usato per secoli.
Anche l'origine di Hirta è altrettanto oscura. Martin (1703) sostenne che «Hirta è preso dal termine irlandese Ier, che in quella lingua significa ovest». Maclean offre varie possibilità compresa una (non specificata) derivazione celtica del termine buio o morte, o del gaelico scozzese h-Iar-Tir che significa terra occidentale. Le saghe degli islandesi descrivono un viaggio del tredicesimo secolo in Irlanda che cita una visita sull'isola di Hirtir e, osservando che l'isola somiglia a un cervo, ipotizza una derivazione dal termine Hirtir, che in norreno significa cervi. Steel (1998) cita la convinzione del reverendo Neil Mackenzie che visse sull'isola dal 1829 al 1844 e che riteneva il nome di origine gaelica (I-Àrd significa terra alta) o norrena (Hirt significa 'pastore'). In modo simile Murray (1966) ipotizza che il termine norreno Hirdö, pronunciato 'Hirtha' ('isola del bestiame') ne possa essere l'origine.
Tutti i nomi relativi all'isola sono stati oggetto di discussione da parte di Coates (1990).

## Geografia

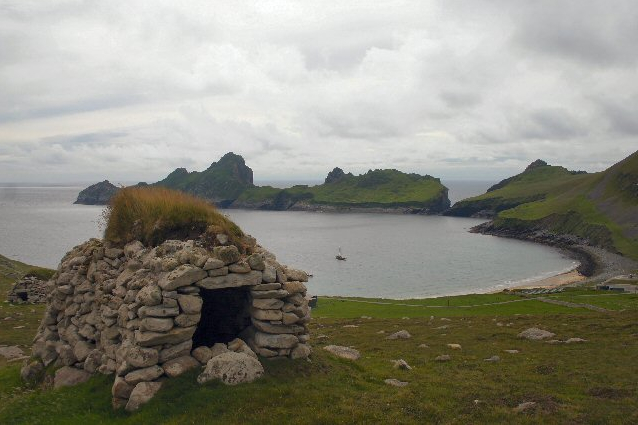
Piccola casa sopra Village Bay

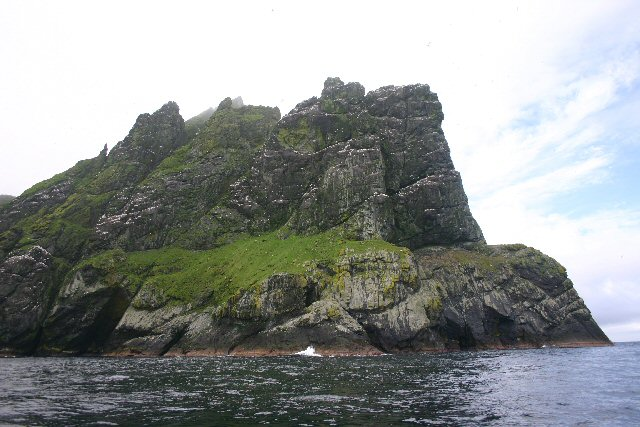
Gearr Geodha, a nord di Boreray

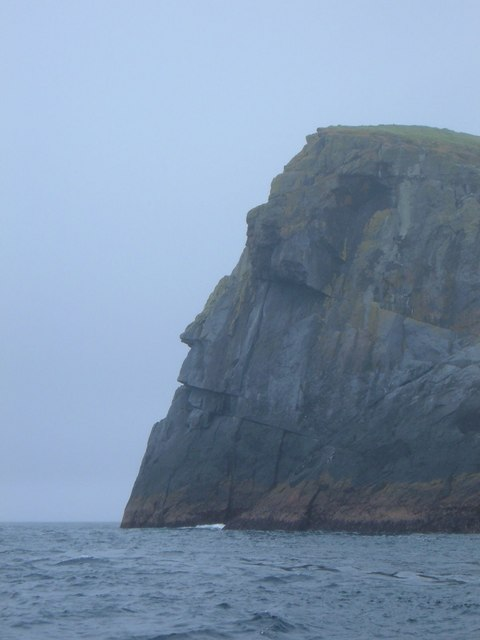
Scogliere su Stac Levenish

La base geologica dell'isola è composta da roccia magmatica del Cenozoico, da granito e da gabbro, duramente colpite dagli agenti atmosferici. L'arcipelago rappresenta quanto resta di un antico vulcano a forma di anello nato da una placca marina circa 40 metri sotto il livello del mare. Hirta è l'isola più grande del gruppo, seguita da Soay (isola delle pecore) 0,5 km a nord-ovest di Hirta; e da Boreray, (isola fortificata) 6 km a nord-est di Hirta. Esistono anche numerosi isolotti tra cui Stac an Armin ('mucchio dei guerrieri'), Stac Lee ('mucchio grigio') e Stac Levenish ('fiume' o 'torrente'). L'isola di Dùn ('fortezza'), che protegge Village Bay dai venti sud-occidentali, era un tempo unita a Hirta per mezzo di un arco naturale. MacLean (1972) ipotizzò che l'arco si ruppe in seguito alla collisione di un galeone in fuga dall'Invincibile Armata, ma altre fonti, come ad esempio Mitchell (1992) e Fleming (2005), ritengono più credibile (anche se meno romantica) la spiegazione secondo cui l'arco venne spazzato da una delle tante tempeste che colpiscono l'isola ogni inverno.
Il punto più alto dell'arcipelago si trova a Hirta - Conachair ('il faro') a 430 metri, subito a nord del villaggio. A sud-est si trova Oiseval che raggiunge i 290 metri e Mullach Mòr ('cima della grande collina') con i suoi 361 metri. Ruival (137 m) e Mullach Bi (358 m) dominano le scogliere settentrionali. Boreray raggiunge i 384 metri e Soay i 378 metri. La straordinaria Stac an Armin arriva a 196 metri, e Stac Lee a 172 metri.
In tempi moderni il solo insediamento su St Kilda è Village Bay (gaelico scozzese: Bàgh a' Bhaile o Loch Hiort) su Hirta. Sia Gleann Mòr sulle coste settentrionali di Hirta sia Boreray mostrano resti di vecchi abitazioni. Village Bay si trova sul mare ed è circondata da colline in forma semicircolare. L'intera facciata nord di Conachair è una scogliera verticale di 427 metri di altezza, a picco sul mare, la scogliera più alte del Regno Unito.
L'arcipelago possiede le scogliere che molti considerano le più spettacolari tra quelle britanniche. Baxter e Crumley (1988) sostengono che St Kilda
()
64 chilometri dividono l'arcipelago dalla più vicina terra abitata. St Kilda è visibile da lontano da un punto sopraelevato come Cuillin sull'isola di Skye, a circa 129 chilometri di distanza.
Il clima è oceanico con elevate precipitazioni (1 400 mm) e umidità. Le temperature sono in genere fredde, con una media intorno ai 5,6 °C a gennaio e 11,8 °C a luglio. I venti, particolarmente forti in inverno, arrivano da sud e da sud-ovest. La loro velocità media è di 13 km/h per circa l'85% del tempo e di 24 km/h per oltre il 30%. Le burrasche occupano il 2% in un anno e venti a 185 km/h sono abbastanza regolari sulle cime più alte, e velocità di 209 km/h sono state registrate anche vicino alle coste. L'escursione delle maree è in media di 2,9 metri, ma spesso se ne hanno di 5 metri. La presenza dell'oceano protegge le isole dalla neve che di solito cade solo per circa 12 giorni l'anno.

### Superficie delle isole
La superficie totale della terra è di 8,546 km², mentre quella del mare è di 0,23 km². L'arcipelago è composto da Hirta, l'isola maggiore, è di 6,285 km², Soay di 0,968 km², Boreray di 0,865 km², Dun di 0,32 km² e da sei altri isolotti per un totale di 0,108 km².

## Flora e fauna

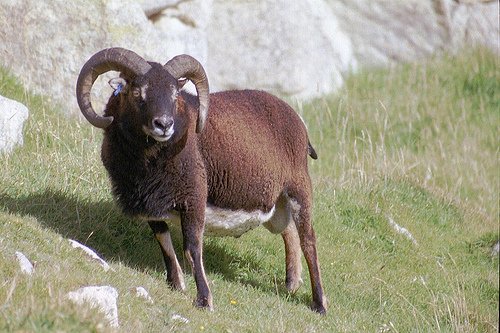
Pecora Soay di St Kilda

Saint Kilda è stato un terreno ideale per la riproduzione di molte specie di uccelli acquatici tra cui la sula bassana con circa 30 000 coppie. È una delle colonie più grandi del mondo, circa il 24% della popolazione mondiale. Ci sono circa 49 000 coppie di uccelli delle tempeste codaforcuta, il 90% degli esemplari europei. Vi si trovano anche 136 000 coppie di pulcinella di mare (30% degli esemplari inglesi) e 67 000 fulmari (13% del totale inglese). Dùn ospita la più grande colonia di fulmari del Regno Unito. Prima del 1828 Saint Kilda era l'unico luogo che presentava una tale abbondanza di volatili, ma in seguito questi si allargarono anche ad altre zone come Fowlsheugh. L'ultima alca impenne della Gran Bretagna venne uccisa su Stac an Armin nel luglio 1840.
Esistono anche due specie che si trovano solo a Saint Kilda: una sottospecie di scricciolo, il Troglodytes troglodytes hirtensis, e una sottospecie di topo selvatico noto come topo selvatico di Saint Kilda, l'Apodemus sylvaticus hirtensis. La terza specie endemica è una sottospecie del topo comune (topo di Saint Kilda) scomparso dopo l'evacuazione degli abitanti, visto che la loro sopravvivenza era strettamente legata ai centri abitati. Esistono molti tratti in comune con sottospecie trovate sull'isola di Mykines nelle Isole Fær Øer (Mus musculus mykinessiensis). La foca grigia attualmente vive su Hirta, ma non lo faceva prima dell'evacuazione del 1930.
Gli abitanti di Saint Kilda avevano circa 2.000 pecore che vennero portate via quando gli uomini se ne andarono, ma un gruppo di pecore di Soay vennero spostate su Hirta dove tuttora vivono allo stato selvatico. La loro quantità varia adesso tra i 600 e i 1.700 esemplari su Hirta mentre ne restano 200 su Soay. Queste pecore preferiscono i pascoli di plantago che crescono in abbondanza nelle zone esposte alle onde marine, tra cui la festuca rossa e l'armeria marittima. Le pecore rimaste a Boreray sono un incrocio tra il genere scozzese a muso nero e quello a pelo corto senza lana sulla faccia, con gambe corte ma più forti di quelle di Soay.

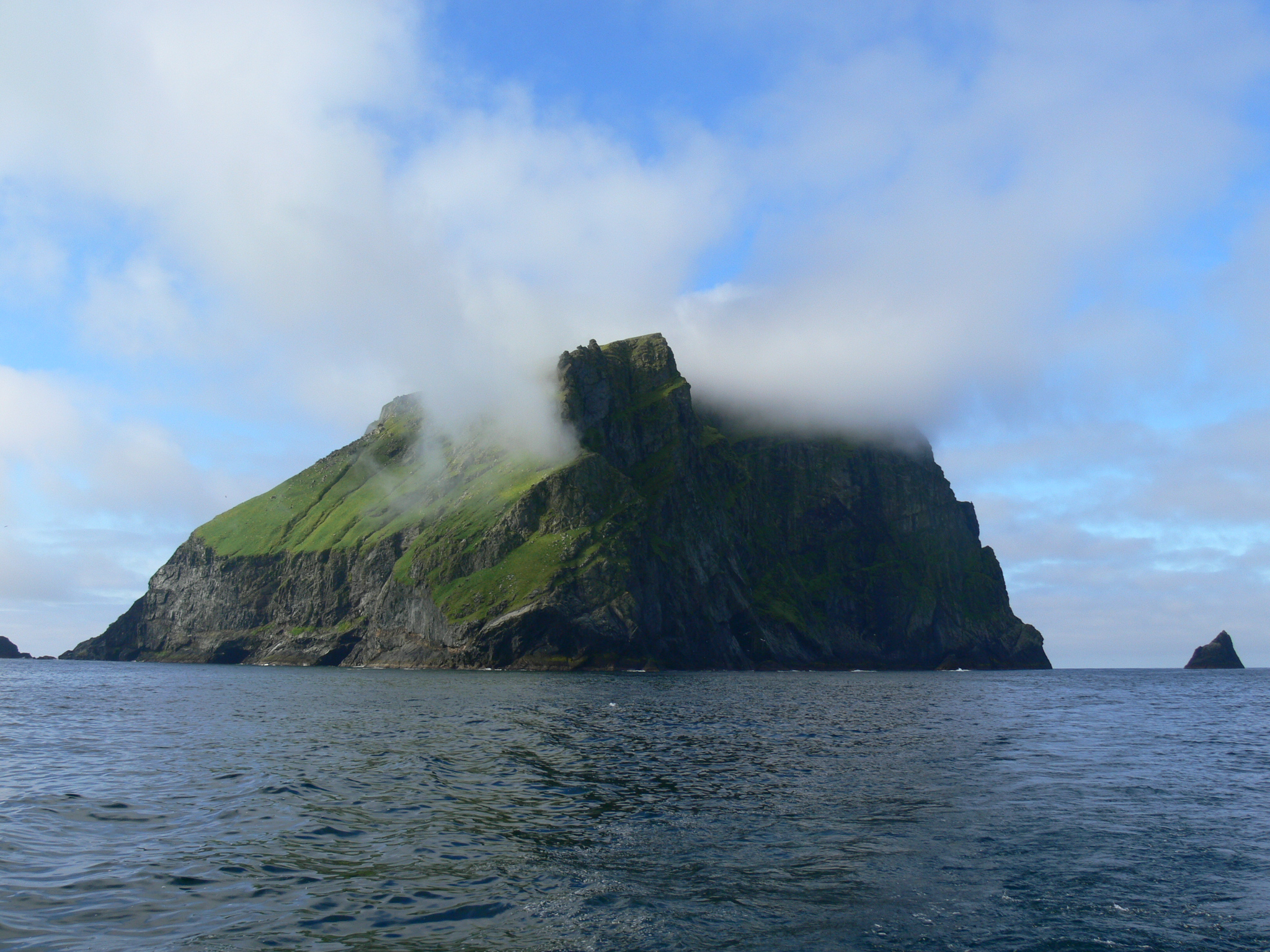
Soay avvolta dalla nebbia

L'isolamento dell'arcipelago ha causato anche una certa mancanza di biodiversità. Sulle isole si trovano solo 58 specie di farfalle e falene rispetto alle 367 registrate sulle Ebridi Esterne.
La vita del mondo vegetale è fortemente influenzata dall'aria salata, dai forti venti e dal terreno acido a base di torba. Non ci sono alberi, ma sono presenti oltre 130 differenti tipi di piante floreali, 162 specie di funghi, 160 di muschi e numerose rarità tra i 194 licheni. Le alghe prosperano nei mari circostanti che contengono anche molti invertebrati marini abbastanza rari.
La spiaggia di Village Bay mostra una particolarità. È una piccola striscia di sabbia che diminuisce d'inverno, esponendo le rocce tondeggianti sulle quali si deposita. Uno studio del 1953 trovò una sola specie esistente, il crostaceo isopoda Eurydice pulchra.

## Stile di vita

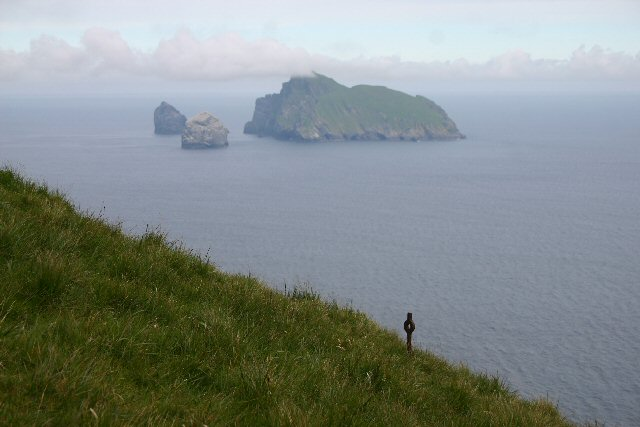
Gli abitanti di Saint Kilda pagano una parte dell'affitto raccogliendo uccelli marini - qui si vede un appiglio per le corde che permettono di arrivare ai nidi

In tutte le epoche, gli abitanti di St. Kilda hanno vissuto in un quasi completo isolamento. Quando Martin Martin visitò l'isola nel 1697, l'unico metodo per raggiungerla era attraverso lunghe barche scoperte, il che richiedeva anche giorni e notti di navigazione in oceano aperto, cosa quasi impossibile nei mesi autunnali e invernali. In ogni stagione onde di 13 metri arrivano sulla spiaggia di Village Bay e anche nei giorni di beltempo approdare è difficoltoso. Per citare un esempio della mancanza di contatti tra abitanti di Hirta e il mondo esterno, dopo la Battaglia di Culloden del 1746 si disse che il principe Carlo Edoardo Stuart e alcuni giacobiti anziani fuggirono a Saint Kilda. Venne inviata una spedizione di soldati britannici che vennero traghettati a Hirta. Trovarono un villaggio deserto dal momento che i St Kildani, temendo i pirati, si erano nascosti nelle grotte sul lato occidentale dell'isola. Quando vennero convinti a tornare al villaggio i soldati non solo scoprirono che gli abitanti locali non sapevano neanche dell'esistenza del Giovane Pretendente, ma erano addirittura all'oscuro del precedente regno di Giorgio II di Gran Bretagna.

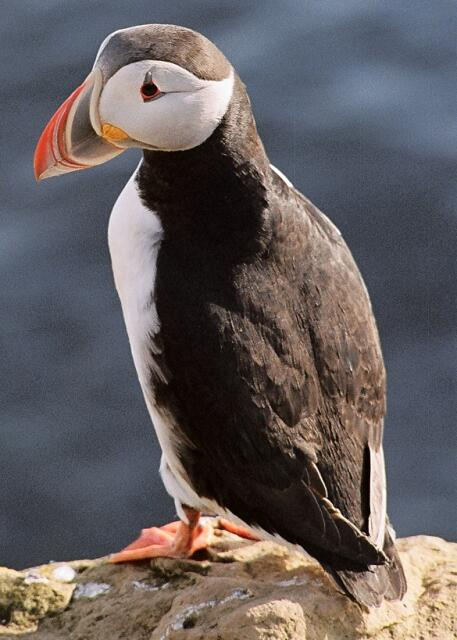
Pulcinella di mare (Fratercula arctica). Gli uccelli marini erano alla base della dieta degli abitanti di Saint Kilda

Anche nel tardo diciannovesimo secolo i soli mezzi di comunicazione col resto del mondo (in caso di emergenza) si basavano su fuochi accesi sulla cima del monte Conachair, nella speranza che una nave di passaggio riuscisse a vederli, o attraverso il servizio postale marino di Saint Kilda. Questa idea fu un'invenzione del giornalista John Sands, che soggiornò sull'isola nel 1877. Durante la sua permanenza un'avaria costrinse sull'isola nove marinai austriaci e da febbraio le scorte di viveri cominciarono a scarseggiare. Sands attaccò un messaggio a un salvagente della Peti Dubrovacki e lo lanciò in acqua. Nove giorni dopo venne raccolto sulle isole Orcadi, per la precisione su Birsay e un salvataggio venne organizzato. I kildani usarono questa idea per costruire una piccola barca in legno in cui adagiare una piccola bottiglia con un messaggio. La barca veniva fatta partire quando il vento arrivava da nord-ovest e i due terzi dei messaggi raggiungevano le coste scozzesi o, in alcuni casi, la Norvegia.

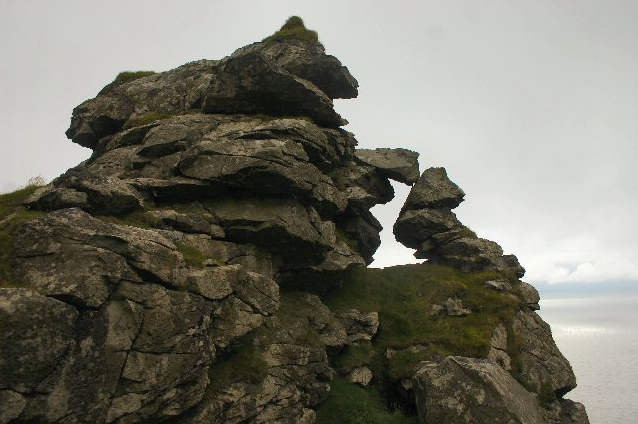
La Mistress Stone

Un'altra caratteristica di Saint Kilda era la dieta seguita dagli abitanti. Gli isolani allevavano pecore e altro bestiame, e riuscivano a coltivare pochi vegetali come orzo, mais e patate nel terreno irriguo di Village Bay. Non si dedicavano alla pesca a causa delle pessime condizioni del mare e del tempo imprevedibile. La principale fonte di cibo erano gli uccelli marini presenti sull'isola. Questi uccelli fornivano uova e carne. Le pulcinelle di mare adulte venivano catturate. Lo stile di vita dell'isola venne criticato da Henry Brougham che dopo una visita nel 1799 fece notare che "l'aria è infestata da una puzza quasi insopportabile – un misto di pesce marcio, sporcizia e, schifosi animali acquatici". Uno scavo del Taigh an t-Sithiche (vedi sotto) effettuato nel 1877 da Sands portò alla luce resti di pecore e altro bestiame oltre a oggetti in pietra. Il sito è databile tra i 1700 e i 2500 anni fa, il che fa supporre che la dieta dei St Kildani sia cambiata poco nel corso dei millenni. Gli oggetti in pietra, invece, sono stati riconosciuti dai Kildani che usano tuttora attrezzi simili.
Queste attività hanno richiesto notevoli capacità di alpinismo, specialmente nei luoghi a picco sul mare. Un'importante tradizione isolana utilizza la 'Mistress Stone', un'apertura simile a una porta nelle rocce a nord-ovest di Ruival. I giovani dell'isola devono sottostare a un rituale che dimostri la loro disposizione a prendere moglie. Martin Martin scrisse:
This being the custom of the place, one of the inhabitants very gravely desired me to let him know the time limited by me for trying of this piece of gallantry before I design’d to leave the place, that he might attend me; I told him this performance would have a quite contrary effect upon me, by robbing me both of my life and mistress at the same moment.»
Questa era l'usanza del luogo, uno degli abitanti mi chiese solennemente quando avrei fatto questo gesto di galanteria prima di andarmene; gli risposi che questa esibizione avrebbe avuto un brutto effetto su di me, portandomi via sia la vita sia la ragazza nello stesso momento.»
()
Un altro importante aspetto della vita di Saint Kildan è il 'Parlamento' giornaliero. È un momento di ritrovo che ha luogo nelle strade ogni mattina dopo le preghiere, a cui partecipano tutti gli adulti maschi e durante il quale si decidono le attività del giorno. Non esistevano capi e tutti avevano diritto di parola. Secondo Steel (1988) "le discussioni portavano spesso discordie, ma non si ricordano liti tanto aspre da divenire divisioni fisse nella comunità".
Nonostante le privazioni, i Kildani erano in qualche senso fortunati dal momento che erano estranei alle modernità della vita degli nel resto d'Europa. Martin notò nel 1697 che i cittadini sembravano "più felici delle altre persone per il fatto che erano le uniche persone al mondo ad assaporare la dolcezza della vera libertà". La loro non era una società utopica, gli isolani avevano serrature in legno per delimitare la propria proprietà e multe per i crimini. Nondimeno, non si conoscono residenti coinvolti in guerre, e in quattro secoli di storia non ci sono stati gravi crimini commessi dagli isolani.

## Storia

### Preistoria
Si sa sicuramente che Saint Kilda venne abitata ininterrottamente per due millenni, dall'età del Bronzo al ventesimo secolo. Recentemente è emersa la prima prova evidente di un insediamento del neolitico. Frammenti di ceramiche sono stati rinvenuti a est del villaggio, e sono in stile tipico delle Ebridi; oltre a questo sono stati trovati oggetti in pietra a Mullach Sgar, sopra il villaggio di Village Bay. Anche questi oggetti, probabilmente, sono del neolitico.

### Dal quattordicesimo al diciassettesimo secolo
Si conosce poco della storia antica dell'isola, e i primi registri scritti si riferiscono al 1202 quando un chierico islandese riportò un passaggio su "le isole chiamate Hirtir". Esistono molti reperti di spille, una spada in ferro e monete danesi, e alcuni nomi norreni starebbero a indicare una presenza di vichinghi su Hirta, ma le prove sicure sono andate perdute. Le prime fonti in lingua inglese risalgono al quattordicesimo secolo quando Giovanni di Fordun citò 'l'isola di Irte, nota per essere comandata dai Circi e per essere il margine del mondo'. Le isole furono parte del dominio del Clan MacLeod di Harris i cui rappresentanti furono responsabili della raccolta degli affitti e di altre tasse. Il primo resoconto dettagliato di una visita alle isole risale al 1549 quando Donald Munro ipotizzò che:
(Scritto in lingua inglese di Scozia)
Nonostante gli sforzi del cappellano, l'isolamento degli abitanti locali e la dipendenza dalla natura li rendeva più inclini al druidismo che al Cristianesimo fino all'arrivo del reverendo John MacDonald nel 1822. Ad esempio, Macauley (1764) parlò dell'esistenza di cinque altari druidici compreso un cerchio di pietre perpendicolari al terreno, nella Stallir House su Boreray.
Coll MacDonald di Colonsay razziò Hirta nel 1615 portando via 30 pecore e molto orzo. Le isole vennero accostate all'idea di abbondanza. Al tempo della visita di Martin del 1697 la popolazione raggiungeva le 180 unità e il rappresentante dei MacLeods:
()

### Religione e turismo nel diciottesimo e diciannovesimo secolo

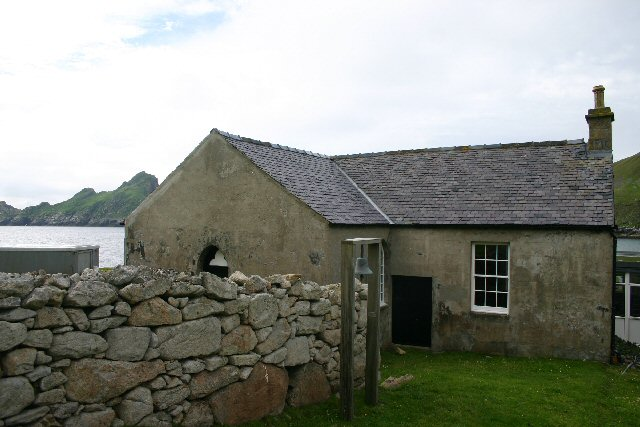
L'aula scolastica (sulla destra della foto) venne costruita come aggiunta alla chiesa nel 1884.

Le navi che visitarono l'isola nel diciottesimo secolo causarono epidemie di colera e vaiolo e, nel 1727, la perdita delle vite fu talmente grave da non mettere più a disposizione abbastanza uomini per guidare le barche. Nuove persone furono portate qui dalla vicina isola di Harris. Dal 1758 la popolazione crebbe fino a 88 unità e raggiunse le 100 alla fine del secolo. Questa cifra rimase stabile fino al 1851 quando 36 isolani emigrarono in Australia a bordo della Priscilla, una perdita da cui l'isola non si risollevò più. L'emigrazione fu in parte dovuta alla chiusura della chiesa e della canonica per anni durante lo scisma del 1843 grazie al quale nacque la Libera Chiesa di Scozia.
Uno dei fattori del declino fu l'influenza della religione. Un missionario di nome Alexander Buchan arrivò a Saint Kilda nel 1705, ma nonostante una sua lunga permanenza l'idea di una religione organizzata non prese piede. La cosa cambiò quando il reverendo John MacDonald, l'Apostolo del Nord, arrivò nel 1822. Si dedicò con zelo alla propria missione, predicando 13 lunghi sermoni nei suoi primi undici giorni di lavoro. Tornò regolarmente in patria raccogliendo fondi per i Kildani, nonostante fosse spaventato dalla loro mancanza di conoscenza religiosa. Gli isolani lo accolsero con entusiasmo e piansero quando se ne andò per l'ultima volta, otto anni dopo. Il suo successore, che arrivò il 3 luglio 1830, fu il reverendo Neil Mackenzie, ministro della Chiesa di Scozia che migliorò sensibilmente le condizioni di vita dei locali. Riorganizzò l'agricoltura dell'isola, fu fondamentale nella ricostruzione del villaggio (vedi sotto) e supervisionò la costruzione della nuova chiesa. Con l'aiuto della Gaelic School Society, MacKenzie e la moglie introdussero una scuola a Hirta, facendo partire lezioni giornaliere per imparare a leggere, scrivere e fare di conto, e una scuola domenicale a sfondo religioso.

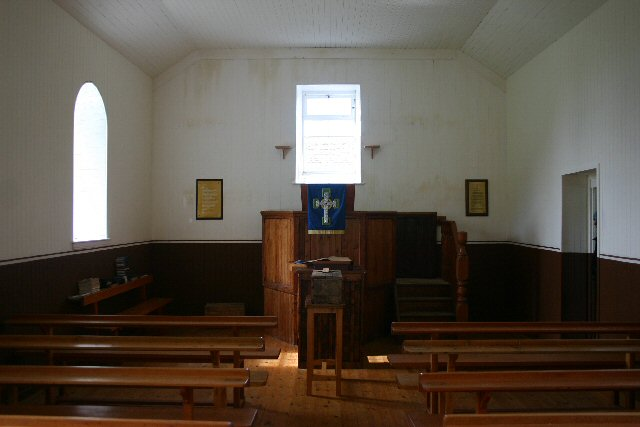
L'interno della chiesa di Oiseabhal, a Saint Kilda

Mackenzie se ne andò nel 1844 e nonostante il suo grande lavoro, la debolezza della dipendenza dei Kildani dalle autorità esterne venne alla luce con l'arrivo del reverendo John Mackay nel 1865. Nonostante l'affetto per Mackenzie, che restò nella Chiesa di Scozia, i Kildani passarono alla nuova Libera Chiesa di Scozia durante lo scisma. Sfortunatamente Mackay, nuovo ministro della Libera Chiesa di Scozia, era un religioso zelante che fece di tutto per distruggere lo stile di vita locale. Introdusse un'usanza secondo cui la domenica bisognava assistere obbligatoriamente a un sermone di due o tre ore. Un visitatore notò nel 1875 che:
()
L'eccessivo tempo speso nelle pratiche religiose cominciò a interferire seriamente con le pratiche in uso sull'isola. Le signore attempate e i bambini che facevano rumore in chiesa erano costretti a leggere a lungo e minacciati di duri patimenti nell'aldilà. Nel periodo di carenza di cibo un vascello arrivò il sabato solo per sentirsi dire che reverendo e isolani avrebbero dovuto passare il giorno a preparare la funzione, e così il cibo venne consegnato il lunedì.
Ai bambini veniva vietato giocare e dovevano portare una bibbia ovunque andassero. I Kildani sopportarono Mackay per 24 anni.
Il turismo ha avuto un impatto diverso ma altrettanto destabilizzante per Saint Kilda. Nel diciannovesimo secolo i piroscafi cominciarono a visitare Hirta, permettendo agli isolani di guadagnare dalla vendita di tweed e uova di uccelli, ma a costo della loro autostima visto che i turisti li guardavano come fenomeni da baraccone. Le navi portarono altri problemi, primo fra cui il tetano infantile che uccise circa l'80% dei bambini alla fine del diciannovesimo secolo. La cnatan na gall o tosse-da-nave divenne una cosa naturale sull'isola.
All'inizio del ventesimo secolo la scuola venne aperta sull'isola e nel 1906 la chiesa venne ampliata con l'aggiunta della scuola. I bambini del tempo apprendevano l'inglese oltre al gaelico parlato dai genitori. I miglioramenti nell'ostetricia, vietata prima dal reverendo Mackay, ridusse i casi di tetano infantile. Dal 1880 vi fu un viavai continuo di pescherecci che raggiungevano l'Atlantico settentrionale, e che stabilì una tratta commerciale. Si parlò di un'evacuazione nel 1875 durante la presenza di MacKay, ma nonostante la scarsità di cibo in alcuni periodi, e un'epidemia di influenza nel 1913, la popolazione era stabile tra le 75 e le 80 unità, e nulla avrebbe lasciato presagire un completo spopolamento dell'isola dopo due millenni.

### Prima guerra mondiale
All'inizio della Grande Guerra la Royal Navy mise una stazione di segnalazione su Hirta e vennero stabilite comunicazioni giornaliere con la Gran Bretagna; era la prima volta nella storia di Saint Kilda. A causa di una risposta tardiva un sottomarino tedesco arrivò a Village Bay la mattina del 15 maggio 1918 e dopo aver lanciato un avviso, cominciò a bombardare l'isola. Vennero sparate 72 cannonate e la stazione venne completamente distrutta. La chiesa e il molo vennero danneggiati, ma non ci furono vittime. Un testimone oculare disse
()
In seguito all'attacco venne messo un cannone Mark III QF sul promontorio che si affaccia su Village Bay, ma non sparò mai. L'introduzione di un collegamento continuo e il lento sviluppo di un'economia monetaria modificarono a lungo termine la vita sull'isola, entrambi resero più semplice la vita, ma gli abitanti divennero anche meno autosufficienti. Entrambi questi fattori contribuirono all'evacuazione dell'isola nel decennio successivo.

### Evacuazione

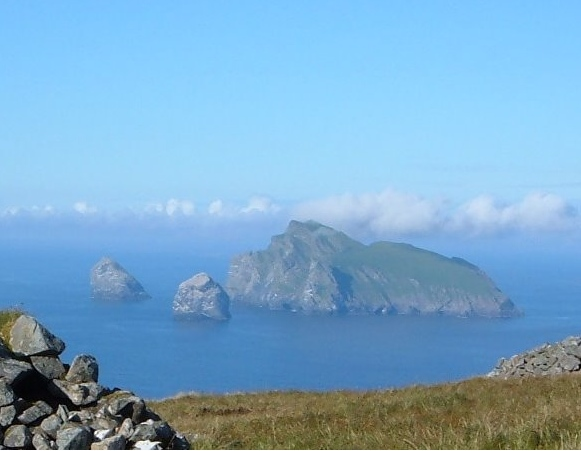
Boreray, Stac Lee e Stac an Armin (sinistra) viste dall'alto di Conachair

Ci furono numerose ragioni che portarono all'evacuazione. Gli abitanti avevano resistito per secoli con scarsi contatti con il resto del mondo. L'avvento del turismo e la presenza dei militari durante la prima guerra mondiale fecero capire agli isolani che esistevano molte alternative alle privazioni che avevano sempre sofferto. Nel 1902 fu costruito un piccolo molo, ma l'approdo nelle isole restarono fortemente dipendente dalle condizioni atmosferiche. Le autorità non riuscirono a (o non vollero) fare abbastanza per aiutarli, nonostante alcune stazioni radio negassero che i civili dell'isola vennero assistiti con ritardo dai militari al costo di milioni di sterline.
Dopo la prima guerra mondiale molti giovani lasciarono l'isola e la popolazione crollò dalle 72 unità nel 1920 alle 37 del 1928. Dopo la morte di quattro uomini (a causa dell'influenza) nel 1926, e una serie di raccolti disastrosi negli anni 20, la goccia che fece traboccare il vaso fu la morte per appendicite di una giovane ragazza, Mary Gillies, nel gennaio 1930. Il 29 agosto 1930 gli ultimi 36 abitanti vennero spostati su Morvern, in Scozia, per loro stessa richiesta.
()
Le isole vennero comprate nel 1931 da Lord Dumfries (in seguito quinto marchese di Bute), da Sir Reginald MacLeod e nei successivi ventisei anni le isole furono disabitate, se si escludono le occasionali visite estive dei turisti o il ritorno delle famiglie di Kildani.

### Successivi avvenimenti militari

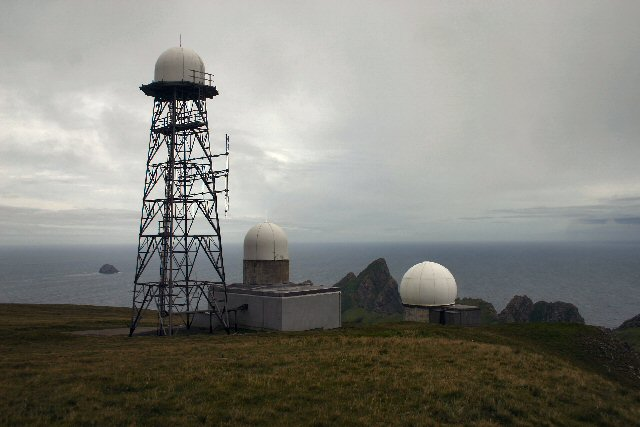
La torre d'osservazione su Mullach Sgar

Le isole non presero parte attiva nella seconda guerra mondiale, durante la quale vennero completamente abbandonate, ma ci furono tre disastri aerei in quel periodo. Un Bristol Beaufighter LX798 di stanza alla base di Port Ellen su Islay precipitò su Conachair a cento metri dalla vetta nella notte tra il 3 e il 4 giugno 1943. L'anno seguente, poco prima della mezzanotte del 7 giugno 1944, il giorno dopo il D-Day, l'idrovolante Short S.25 Sunderland naufragò davanti a Gleann Mòr. Nella locale chiesa si trova una targa a memoria di coloro che persero la vita nell'incidente. Un bombardiere Wellington precipitò sulla costa sud di Soay nel 1943 (la data esatta è sconosciuta). L'incidente venne investigato solo dopo il 1978, e le dinamiche esatte non sono chiare. La Royal Canadian Air Force trovò tra i relitti uno stemma che farebbe pensare a un aereo scomparso il 28 settembre 1943.
Nel 1955 il governo britannico decise di includere Saint Kilda in un'area di test missilistici con base a Benbecula. Per questo motivo Saint Kilda divenne di nuovo abitata. Nuovi edifici militari vennero costruiti, tra cui il primo negozio, il 'Puff Inn'. Il Ministero della Difesa affittò Saint Kilda dal National Trust for Scotland. L'isola principale, Hirta, venne abitata tutto l'anno da alcuni militari.

## Conservazione della natura
Alla sua morte, avvenuta il 14 agosto 1956, il marchese di Bute dispose per testamento che l'arcipelago venisse donato al National Trust for Scotland, a patto che accettassero l'offerta entro sei mesi dalla morte. Dopo averci pensato a lungo l'assemblea decise di accettare nel gennaio 1957, e così ebbe inizio il processo di restaurazione e conservazione del villaggio. Buona parte del lavoro venne svolto da volontari estivi. Attualmente sono in corso anche ricerche da parte di scienziati sulle pecore di Soay e su altri aspetti dell'ecosistema locale. Nel 1957 l'area divenne National Nature Reserve.
Nel 1986 le isole divennero il primo posto della Scozia a essere elencato tra i Patrimoni dell'umanità dell'UNESCO. Questa qualifica venne assegnata per le qualità naturali della terra, e in seguito Saint Kilda venne premiata anche per il mare, e per le specie di uccelli marini che lo popolano (2004). Nel 2005 Saint Kilda divenne uno dei 24 siti al mondo a essere considerati patrimonio dell'umanità per cause naturali e culturali contemporaneamente. L'isola condivide questo onore con siti noti a livello internazionale come Machu Picchu in Perù, Monte Athos in Grecia e Drakensberg in Sudafrica.
Il sito di Saint Kilda copre un'area di 24.201,4 ettari tra terra e mare. La parte sulla terraferma occupa 854,6 ettari.
Saint Kilda è anche uno Scheduled Ancient Monument, una National Scenic Area, un Site of Special Scientific Interest, e una European Community Special Protection Area. Gli yacht che visitano l'isola possono trovare rifugio a Village Bay, ma coloro che vogliono scendere a terra devono contattare il National Trust for Scotland in anticipo. Ultimamente ci si preoccupa dell'introduzione di specie animali e vegetali non native dell'isola in un sistema tutto sommato fragile.
Il sistema marino di Saint Kilda è composto da grotte sottomarine, archi e abissi che sono l'ideale per le immersioni. La forza delle onde dell'Atlantico settentrionale è talmente forte da essere avvertibile anche 70 metri sotto il pelo dell'acqua.

## Architettura

### Edifici preistorici

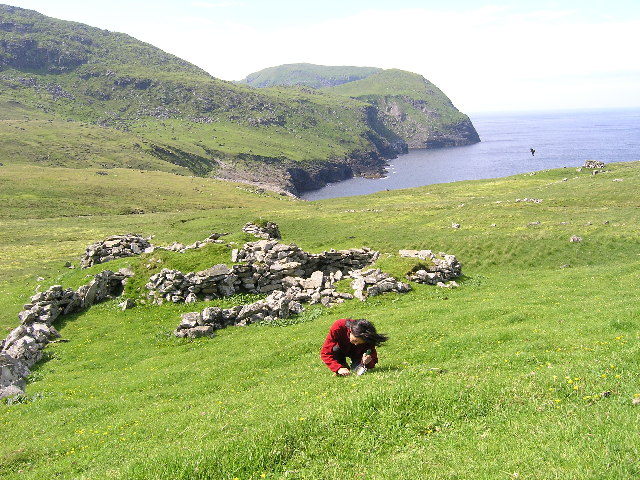
Rovine di Gleann Mòr

Le più antiche strutture di Saint Kilda sono abbastanza misteriose. Esistono grandi pascoli nell'entroterra del villaggio di An Lag Bho'n Tuath (la valle del nord) che contengono curiosi anelli di pietre a forma di nave. I campioni di terreno suggeriscono una datazione risalente al 1850 a.C., ma sono unici a Saint Kilda e il loro uso è sconosciuto. A Gleann Mòr vi sono 20 strutture a corno; sono principalmente edifici diroccati con una stanza principale di 3x3 metri, due o più celle piccole e un'entrata formata da mura ricurve. Non si trova nulla del genere nel resto dell'Inghilterra o dell'Europa settentrionale. A Gleann Mòr si trova anche il Taigh na Bana-ghaisgich, la Casa delle Amazzoni. Come scrisse Martin (1703), a Saint Kilda girano numerose storie di antiche donne guerriere.
()
Storie simili di donne guerriere che cacciavano nelle terre ora sommerse tra Saint Kilda e le Ebridi esterne vengono raccontate a Harris. Il giardino di fronte alla casa è simile alle vicine strutture a corno ma le ipotesi sul loro uso provengono solo dalle leggende, non da fatti storici.
Si conosce molto di più riguardo all'unico cleitean che ha decorato l'arcipelago nel corso dei secoli. Si tratta di strutture a cupola composte da massi piatti coperti da zolle di terra. La loro forma permette al vento di passare attraverso le cavità del muro, ma tiene fuori la pioggia. Vennero usati come magazzino per torbe, reti, corni, carne e uova, concime, fieno e avena durante l'inverno. La data di origine di queste invenzioni kildane non è nota ma vennero usate senza interruzioni dalla preistoria fino all'evacuazione del 1930. Ci sono oltre 1200 cleitan (interi o diroccati) su Hirta e altri 170 sulle isole vicine.
La casa numero 16 del moderno villaggio ha una croce cristiana in pietra sopra la facciata, il che permette di datarla al settimo secolo.

### Il villaggio medievale
Il villaggio medievale si trovava vicino a Tobar Childa, a circa 350 metri dalla spiaggia, ai piedi della collina di Connachair. L'edificio più antico era un passaggio sotterraneo con due piccoli annessi chiamato Taigh an t-Sithiche (casa dei prati) databile tra il 500 a.C. e il 300 d.C. I kildani credevano che si trattasse di una casa o di un nascondiglio. Le più recenti teorie ipotizzano che si trattasse di una ghiacciaia.
Vi sono numerose rovine composte da mura e da cleitan e resti di una casa medievale con un annesso simile a un ovile. Vicino c'è la 'Casa dei Tori' - un edificio rettangolare senza tetto in cui venivano tenuti i tori durante l'inverno. La stessa Tobar Childa era servita da due sorgenti subito all'esterno del muro principale costruito attorno al villaggio per evitare che pecore e altri animali avessero accesso alle aree coltivate al suo interno. In tutto c'erano dalle 25 alle 30 case, la maggior parte delle quali erano costruite in pietra con tetti in paglia, nel tipico stile delle Ebridi. In alcuni casi era utilizzata la terra al posto della paglia. La terra era usata per evitare che il vento e la pioggia vi entrassero, e i vecchi 'alveari' sembravano più colline che abitazioni.

### Edifici recenti

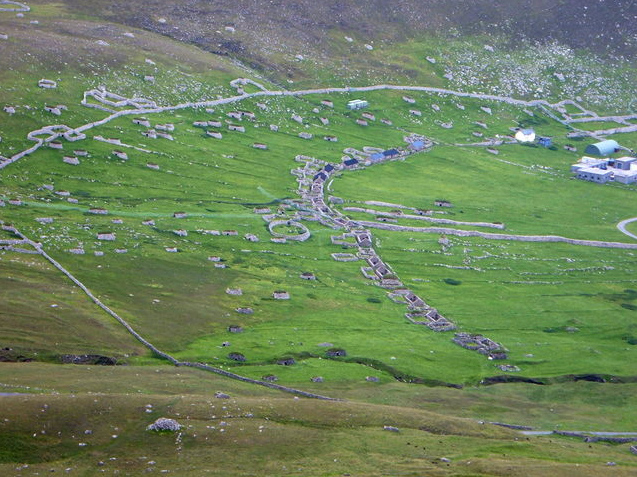
Il villaggio. Le mura principali circondano il paese, con Tobar Childa a sinistra, la strada ottocentesca al centro e la nuova base militare a destra

Le mura principali vennero costruite nel 1834 quando il villaggio medievale venne abbandonato e ne venne progettato uno nuovo tra Tobar Childa e il mare, 200 metri sotto al pendio. Questa cosa avvenne dopo la visita del deputato del Devon Sir Thomas Dyke Ackland. Spaventato dalle condizioni primitive fece una donazione che portò alla costruzione di un nuovo insediamento di 30 case. Venne ulteriormente modificato dopo che numerose case furono rovinate dalla violenta burrasca dell'ottobre 1860. 16 case moderne vennero costruite insieme con la nuova sede del Factor.
Queste case erano costruite in pietra con mura sottili e un tetto formato da zolle d'erba. Vi era solitamente una sola piccola finestra e una piccola apertura che permetteva di far uscire dal soffitto il fumo provocato dal fuoco acceso al centro della stanza. Come risultato gli interni vennero colorati dalla fuliggine. Il bestiame occupava un lato della casa in inverno, e una volta l'anno la paglia che copriva il pavimento veniva tolta e sparsa sul terreno.

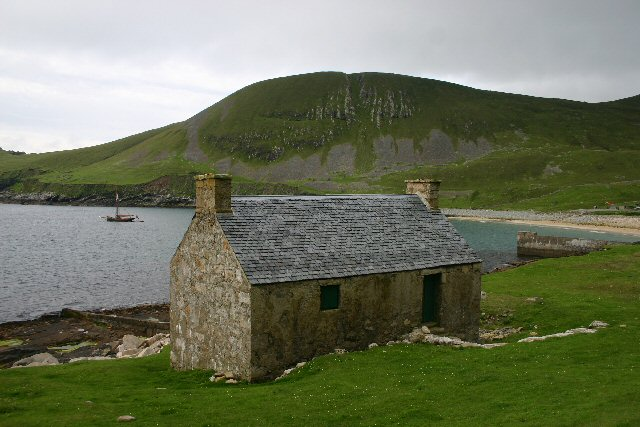
Il Feather Store, dove venivano tenuti fulmari e sule, e venduti per pagare l'affitto.

Una delle più belle rovine di Hirta è la 'Casa di Lady Grange' Lady Grange era la moglie di Lord Grange, simpatizzante giacobita, per 25 anni, quando decise di non poter più sopportare i suoi tradimenti. La tenne segregata a Edimburgo per sei mesi. Venne poi spedita sulle Monach Islands dove visse in isolamento per due anni durante i quali lui la fece credere morta e ne organizzò il funerale. Tornò a Hirta nel 1734-42. Dopo un fallito tentativo di salvataggio venne portata via da Erskine e trasferita su Skye dove morì. La 'casa' è un grande cleit situato nei prati del villaggio.
Boswell e Johnson ne parlarono durante il viaggio nelle Ebridi del 1773. Boswell scrisse:
()

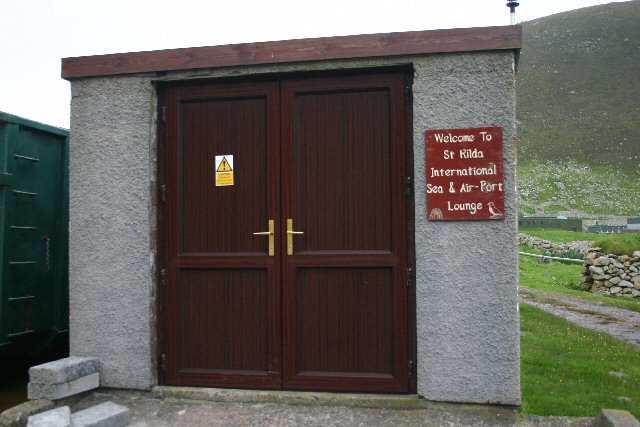
Questa sala d'attesa si trova vicino all'eliporto

Nel 1860 fallirono alcuni tentativi di migliorare le zone d'attracco attraverso l'uso di pietre. Venne costruito un piccolo molo nel 1877 ma venne spazzato via da una burrasca due anni dopo. Nel 1883 rappresentanti della Napier Commission suggerirono di costruirne uno nuovo, ma fu solo nel 1901 che il Congested Districts Board fornì un ingegnere che completò il lavoro l'anno seguente. Vicino alla spiaggia si trovano massi tondeggianti noti in tutte le Highlands nel diciannovesimo secolo come Doirneagan Hirt - Ciottoli di Hirta.
In quel periodo c'erano tre chiese su Hirta. La Chiesa cristiana, posta vicino al cimitero e al centro cittadino, venne usata fino al 1697 e fu la più grande del paese, ma questo edificio con il tetto in paglia non era sufficientemente grande per contenere tutta la popolazione, e molti fedeli dovevano sostare sul sagrato durante le funzioni. La chiesa di San Brendan si trova a un miglio dalla collina di Ruival, mentre quella di San Columba era nella parte occidentale del villaggio, ed era la più piccola. Una nuova kirk (chiesa della Chiesa di Scozia) e una nuova canonica vennero costruite a est del villaggio nel 1830.

### Costruzioni sulle altre isole

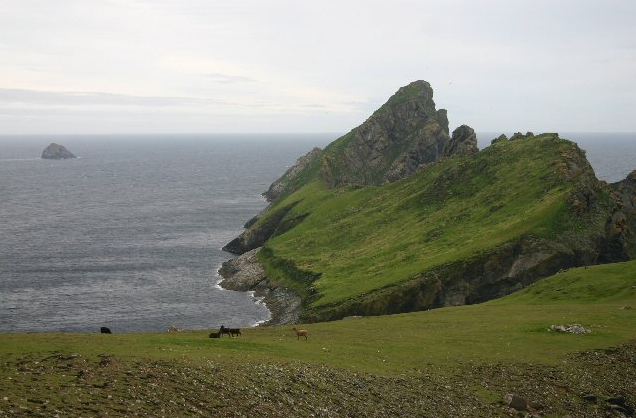
Dùn vista da Ruaival con Stac Levenish sullo sfondo a sinistra

Dùn significa 'fortino' e contiene un piccolo muro diroccato che difendeva un edificio che, si dice, sia stato costruito dagli antichi Fir Bolg. L'unica abitazione è Sean Taigh (casa vecchia), una caverna naturale usata a volte come riparo dai kildani mentre pascolavano le pecore o catturavano gli uccelli.
Soay contiene un rifugio primitivo noto con il nome di Taigh Dugan (casa di Dugan). È poco più di un buco scavato sotto a una grande pietra con due mura sui lati. La sua storia racconta di due fratelli pastori provenienti da Lewis che raggiunsero Saint Kilda solo per portare problemi. Dugan venne esiliato su Soay dove morì, l'altro, chiamato Fearchar Mòr, venne portato su Stac an Armin dove trovò uno stile di vita talmente inaccettabile da decidere di buttarsi in mare.
Boreray ospita il Cleitean MacPhàidein - un villaggio 'cleit' e tre piccole costruzioni usate regolarmente durante le battute di caccia agli uccelli. Si trovano anche le rovine di Taigh Stallar (casa del servitore), simile alla casa delle Amazzoni di Gleann Mòr, ma più grande e con sei letti. Secondo la tradizione locale venne costruita dall'Uomo delle Rocce che guidò una ribellione contro il servitore del signore locale. È un esempio di roundhouse Atlantica dell'età del ferro.
Si trovano almeno 78 cleitan dedicati allo stoccaggio di materiale su Stac an Armin e un piccolo bothy, un rifugio lasciato aperto e accessibile a tutti. In seguito a un'epidemia di vaiolo su Hirta nel 1727, tre uomini e otto ragazzi vennero abbandonati qui fino al maggio seguente. Incredibilmente c'è un bothy anche sulla ripidissima Stac Lee, usato anch'esso dai cacciatori di volatili.

## I media e le arti

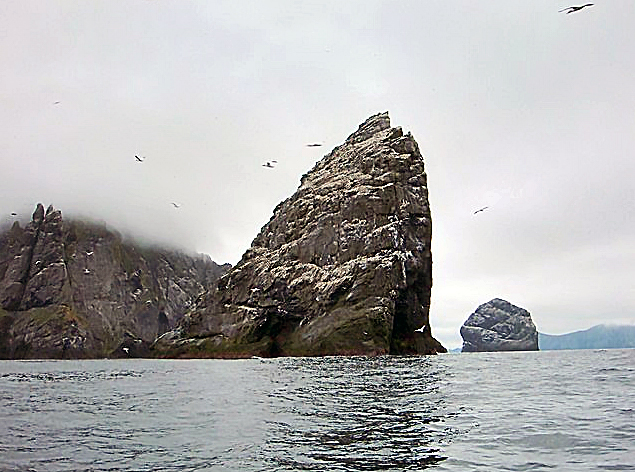
Stac an Armin con Boreray a sinistra e Stac Lee a destra, sullo sfondo

Nel 1937, dopo aver letto dell'evacuazione di Saint Kilda, Michael Powell girò il film Ai confini del mondo sui danni causati dallo spopolamento dell'isola. Venne girato, però, non su Kilda ma su Foula, una delle isole Shetland perché non gli venne dato il permesso di girare su Saint Kilda.
La band folk rock scozzese Runrig ha registrato una canzone, At the Edge of the World.
Lo scrittore scozzese Dorothy Dunnett scrisse un racconto breve The proving climb, ambientato a Saint Kilda, pubblicato nel 1973 nell'antologia Scottish Short Stories.
In un sondaggio d'opinione del 2005 promosso tra i lettori di Radio Times, Saint Kilda si è classificata nona tra le bellezze delle isole britanniche.
Un'opera lirica in lingua gaelica scozzese del 2007, chiamata St Kilda - A European Opera, racconta la storia dei fondi che le isole ricevettero dallo Scottish Executive. Venne rappresentata contemporaneamente in sei teatri in Austria, Belgio, Francia, Germania e Scozia durante il solstizio d'estate del 2007.
Il gruppo folk scozzese Ossian ha pubblicato nel 1978 un LP intitolato St Kilda wedding (il CD è Iona Records IR001) che narra dell'ultimo matrimonio celebrato sull'isola.
Nel 2017 lo scrittore svizzero Éric Bulliard, giornalista de La Gruyère, ha pubblicato il romanzo L'addio a Saint-Kilda, edito in italiano nel 2019.
La scrittrice Karen Swan nel 2023 ha pubblicato un libro ambientato a Saint Kilda, L'ultima estate con te (The last Summer), raccontando la bellezza dell'isola e le sue difficoltà prima dell'evacuazione.